# Scytalopus superciliaris
El churrín cejiblanco (Scytalopus superciliaris), también denominado churrín ceja blanca (en Argentina) o churrín de las yungas, es una especie de ave paseriforme perteneciente al numeroso género Scytalopus de la familia Rhinocryptidae. Es endémico del noroeste de Argentina y adyacente extremo sur de Bolivia.

## Distribución y hábitat
La subespecie nominal se distribuye por la pendiente principal de los Andes desde Jujuy hacia el sur hasta Catamarca; la subespecie santabarbarae se encuentra en la montañas de Santa Bárbara en la provincia de Jujuy, presumiblemente también en la adyacente provincia de Salta; ambas en el noroeste de Argentina.
Es poco común en el sotobosque de bosques con predominancia de alisos y se asocia a arroyos con rocas que discurren en la laderas andinas entre parches de vegetación; principalmente entre los 2000 y los 3000 m s. n. m. de altitud.

## Taxonomía
Forma una superespecie con Scytalopus zimmeri y ya fueron tratadas como conespecíficas. Anteriormente ambas fueron consideradas como subespecies de un Scytalopus magellanicus más ampliamente definido, pero difieren substancialmente en la vocalización.